# Église Saint-Martin de Saint-Martin-de-Bonfossé
Pour les articles homonymes, voir Église Saint-Martin.
L'église Saint-Martin de Saint-Martin-de-Bonfossé est un édifice catholique qui se dresse sur le territoire de la commune française de Saint-Martin-de-Bonfossé, dans le département de la Manche, en région Normandie.
L'église est inscrite aux monuments historiques.

## Localisation
L'église Saint-Martin est située dans le bourg de Saint-Martin-de-Bonfossé, dans le département français de la Manche.

## Description
L'église a conservé du XIIIe siècle le croisillon nord servant de base à la tour, l'arc triomphal, et au-dessus de la porte latérale de la nef, une petite fenêtre.
Afin d'agrandir l'église on a ajouté à la fin du XVe siècle, au flanc gauche du chœur, une chapelle latérale. Le chœur date du XVIIIe siècle, la nef du XIXe siècle. Le petit porche daté du XVIIIe siècle conserve des fresques du XVIIe siècle.
À l'intérieur est visible l'épitaphe datée de 1611, date de la mort de Nicolas Ameline, curé de Saint-Martin, chapelain de la Motte-Levesque et ancien aumônier de Jacques II de Matignon.

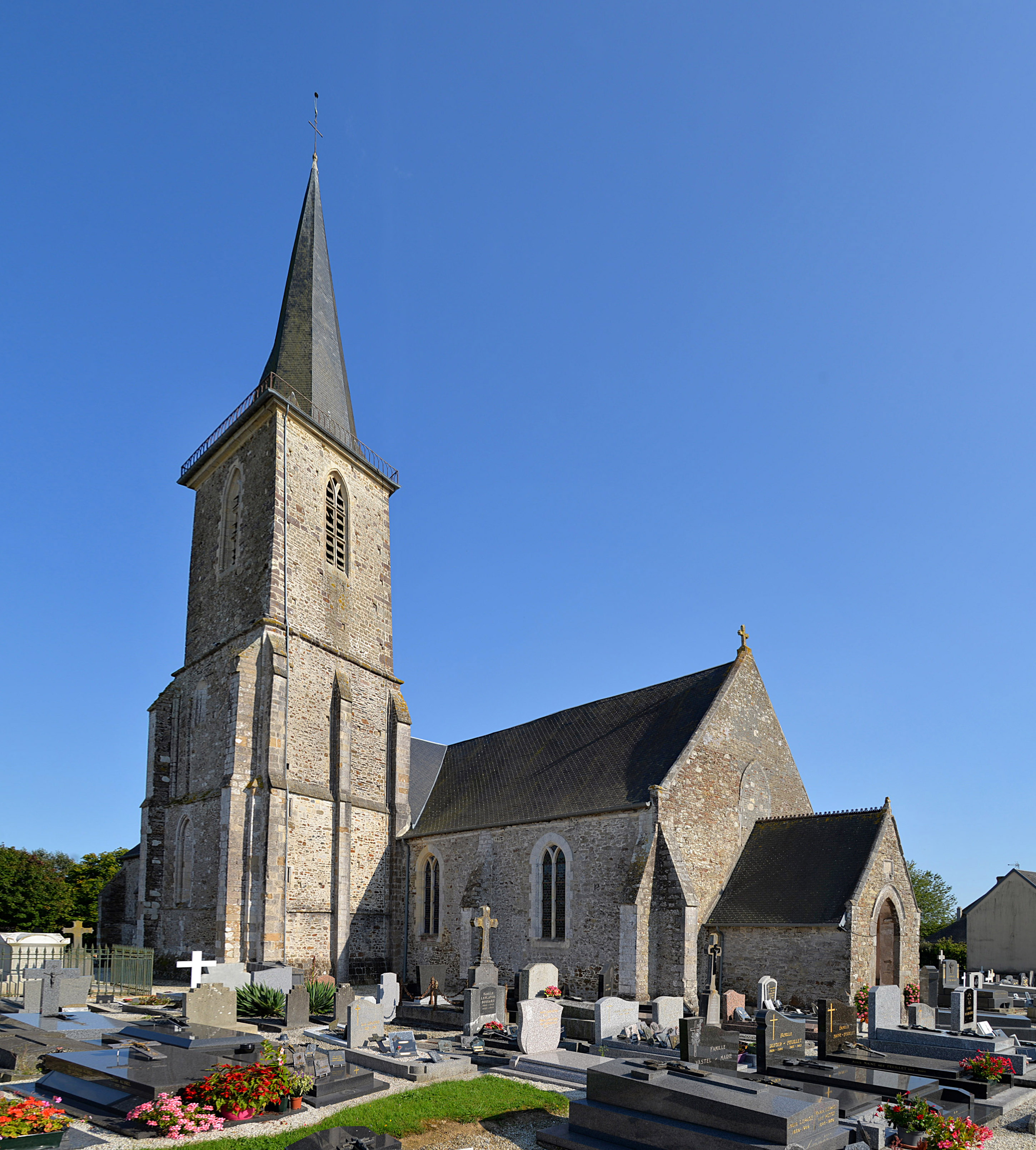
Vue nord-ouest.
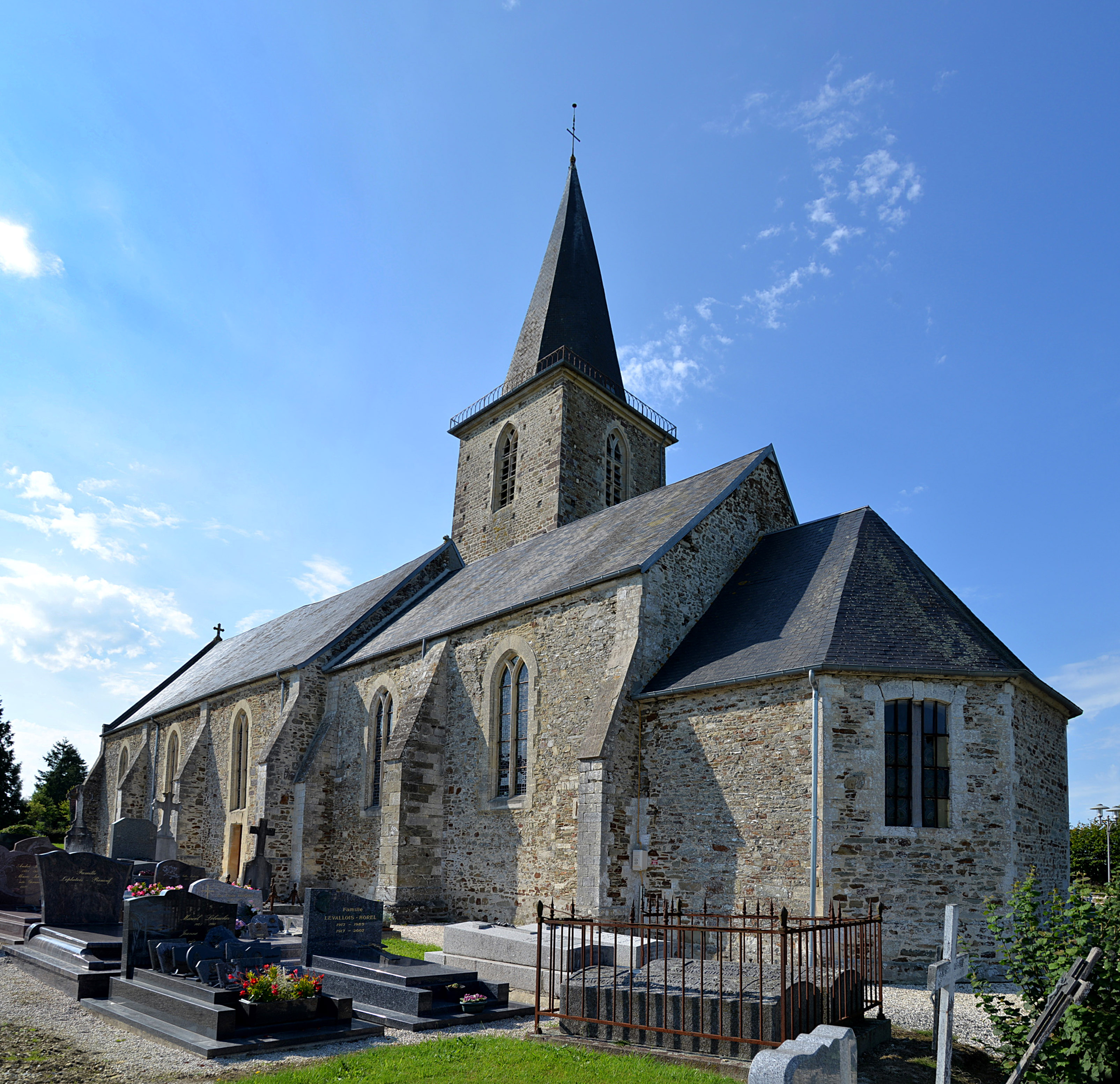
Vue sud-est.
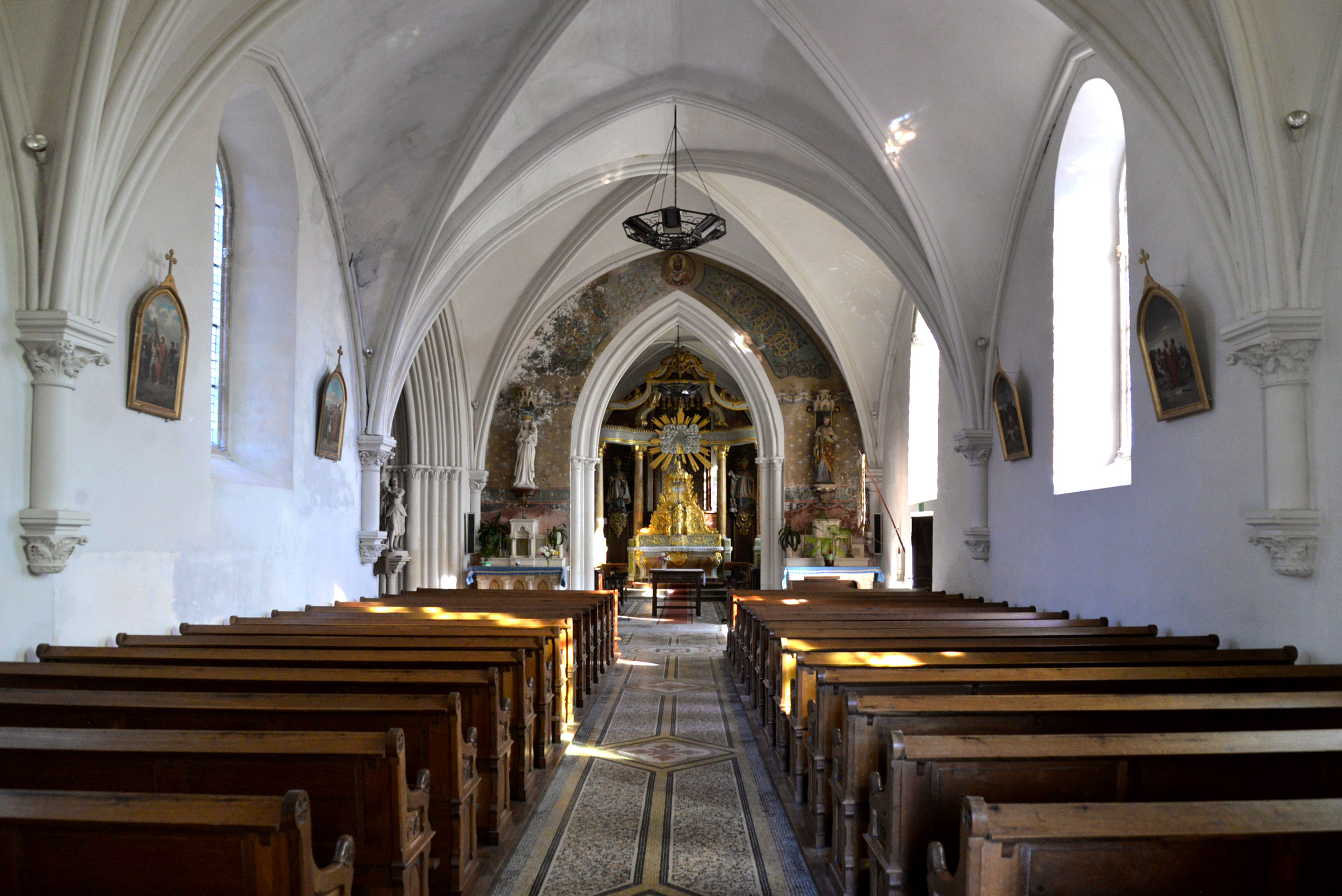
La nef.

## Protection aux monuments historiques
L'église est inscrite au titre des monuments historiques par arrêté du 21 décembre 1994.

## Mobilier
Le maître-autel à baldaquin, avec gradin, tabernacle, exposition, retable et sculptures (gloire, ciborium, statues de saint Martin évêque et de saint Nicolas évêque) est classé au titre objet aux monuments historiques. L'église abrite également un chapier du XVIIIe siècle, ainsi que sept dalles funéraires dont celle de Jacqueline du Hamel (1595).

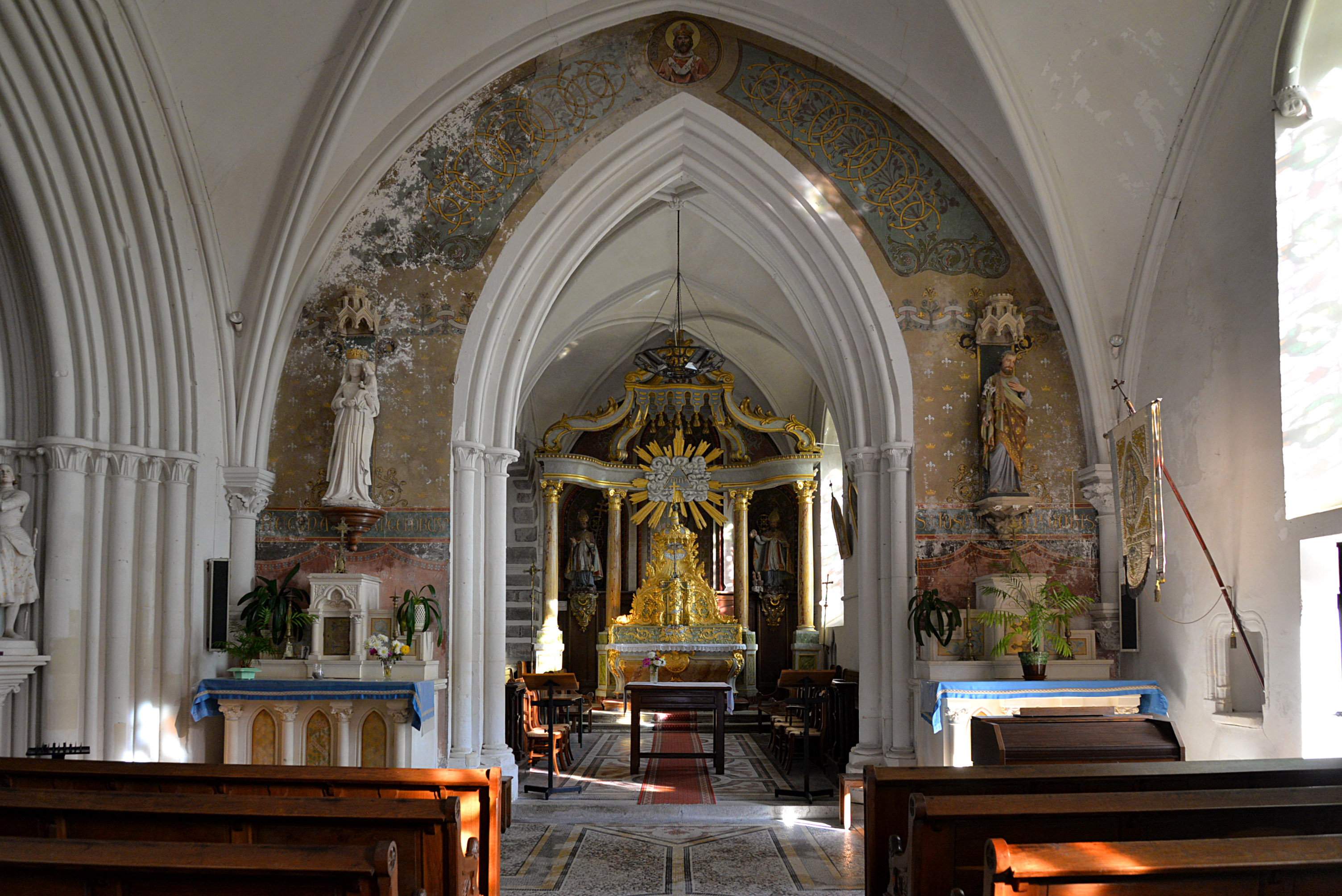
Le chœur et le maître-autel.
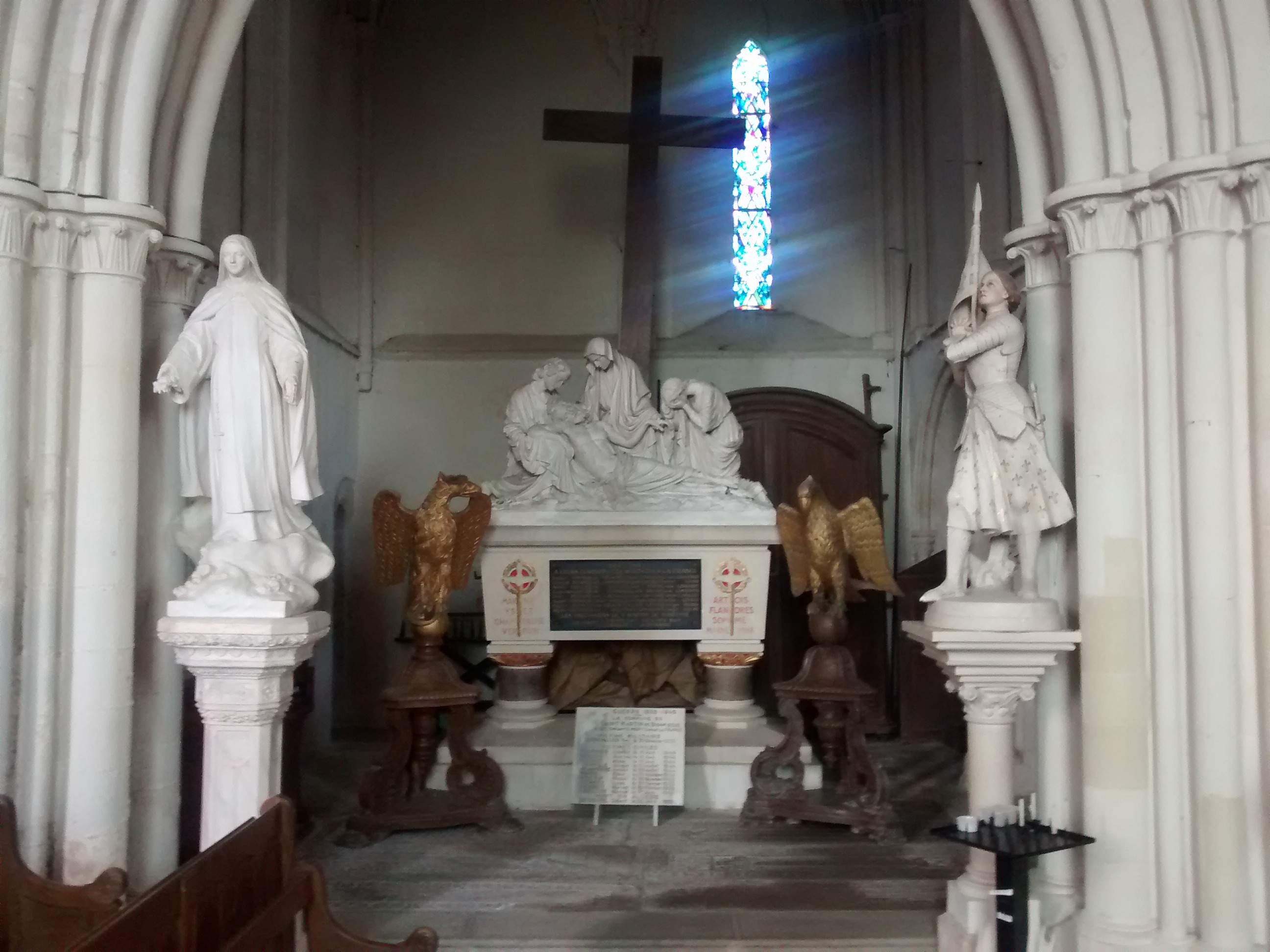
Monument aux morts avec pietà, entouré d'aigles-lutrins.